# Staatliches Rennkollektiv
Das Staatliche Rennkollektiv war ein staatlich geführter Rennsportstall in der DDR, der von Anfang 1951 bis April 1957 existierte. Je nach Zugehörigkeit nannte sich das Rennkollektiv DAMW-Rennkollektiv, IFA-Rennkollektiv, EMW-Rennkollektiv und zuletzt AWE-Rennkollektiv.

## Ausgangssituation: Rennsport in der SBZ und der jungen DDR nach dem Zweiten Weltkrieg
Nach dem Zweiten Weltkrieg lag die Fahrzeugherstellung in der Sowjetischen Besatzungszone weitgehend brach. Die Fertigungsanlagen waren weitgehend zerstört, die vor dem Krieg in Sachsen und Thüringen produzierenden Konzerne Auto Union und BMW waren von ihren Werken in Zwickau und Eisenach abgeschnitten. Die Betriebe in der SBZ wurden in das Eigentum der Sowjetunion überführt und begannen ab Herbst 1945 als Sowjetische Aktiengesellschaft Awtowelo nur langsam wieder zu produzieren. Im BMW-Werk Eisenach nahm man im November 1945 die Produktion des BMW 321 und des Motorrades BMW R 35 wieder auf. 1947 begannen sowohl bei BMW (Ost) in Eisenach als auch bei Auto Union (Ost) in Zwickau schrittweise die Entwicklung neuer Fahrzeuge und man machte sich auch, vor allem bei BMW, erste Gedanken über die Weiterführung der schon vor dem Krieg gepflegten Rennsporttradition, die mit dem erfolgreichen BMW 328 bis Ende der 1930er Jahre Maßstäbe gesetzt hatte. So entstand bei der Entwicklung des BMW 340 neben dem Serienfahrzeug 1949 auch der Prototyp eines Roadsters, der BMW 340-1 sowie eines Sportwagens, der BMW 340-S. Speziell für den Rennsport stellte man bei BMW in Eisenach als Einzelstücke den stromlinienförmigen BMW S1 und den 2-Liter-Monoposto BMW-Intertyp her.
Die sowjetischen Besatzer ließen im Sommer 1949 erste Motorradrennen auf den Stadtkursen in Stralsund und Wittenberg zu, am 4. September 1949 folgte das erste Straßenrennen für Motorräder und Rennwagen auf einem als Rennstrecke nutzbaren Autobahnabschnitt (heute: Bundesautobahn 9) bei Dessau. Die Autobahn war hier in den 1930er Jahren so errichtet worden, dass sie als Rennstrecke Dessau für Straßenrennen genutzt werden konnte. Am Rennen nahmen zahlreiche Rennfahrer der SBZ teil, die teilweise schon vor dem Krieg Erfolge bei Rennen gefeiert hatten. Zum Einsatz kamen neben den oben geschilderten drei Fahrzeugen des BMW-Werkes mehrere private Eigenbauten auf der Grundlage des BMW 328. Adolf Brudes siegte bei dem Rennen auf seinem BMW S1.
Am 25. September 1949 folgte das erste Rennen auf dem Sachsenring bei Chemnitz seit 1939, bei dem die in der SBZ weiterentwickelten BMW erstmals auf die in der französischen Besatzungszone auch auf der Grundlage des BMW 328 entwickelten Veritas-Rennsportwagen trafen. Erfolgreichster Fahrer aus der SBZ war hier Arthur Rosenhammer auf dem BMW-Intertyp, mit dem er vor der Rekordkulisse von 380.000 Zuschauern Platz drei erreichte.
Nach dem Weggang des Chefkonstrukteurs Gustaf Apel erfolgten 1950 keine Rennwagenentwicklungen mehr im BMW-Werk Eisenach. Erfolge feierten in der Rennsaison 1950 Fahrer wie Paul Greifzu, Ernst Klodwig, Max Wetzig und Kurt Baum mit privaten Eigenbauten auf BMW-Basis.

## Rennkollektiv Johannisthal 1951–1952

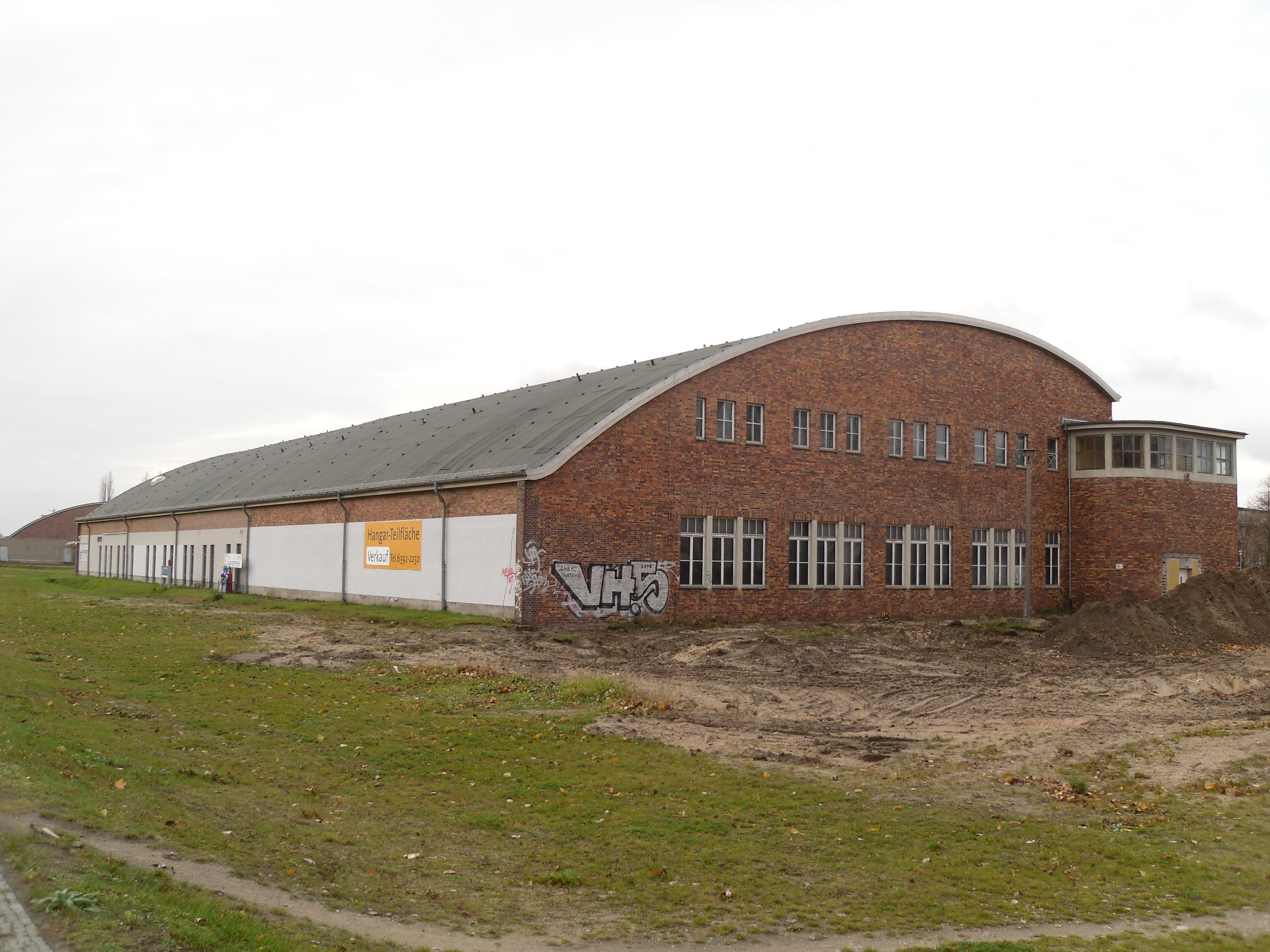
Werkshalle auf dem Flugplatz Johannisthal (2010)

Beim 2. Auto- und Motorradrennen am 1. Oktober 1950 auf der Rennstrecke Dessau überraschte der Veritas-Pilot Ernst Ring aus München neben seinem Sieg in der 1,5-Liter-Klasse die DDR-Führung mit einem Asylgesuch, welches er direkt an Präsident Wilhelm Pieck richtete. Ring hinterließ Eindruck bei der DDR-Führung und konnte diese überzeugen, dass Erfolge der DDR im Motorsport der Reputation des jungen Landes förderlich wären. Das DDR-Regime erteilte daraufhin dem Zentralamt für Forschung und Technik den Auftrag, im Versuchs- und Prüfamt für Fahrzeugtechnik des Deutschen Amtes für Material- und Warenprüfung (DAMW) in Berlin-Johannisthal den Neubau von vier Rennsportwagen, um mit diesen im Straßenrennsport die Leistungsfähigkeit der sozialistischen Industrie zu demonstrieren. Ring betraute man mit der Leitung eines Rennkollektivs, das im Januar 1951 als DAMW-Rennkollektiv Johannisthal mit umfassender finanzieller Unterstützung des Staates in einer Halle des früheren Flugplatzes Johannisthal die Arbeit aufnahm. Ring stellte ein Team aus fünfundzwanzig Technikern, Ingenieuren und Handwerkern zusammen, die aus dem Raum Berlin stammten oder vom Eisenacher BMW-Werk abgeordnet wurden. Auch der berühmte Vorkriegs-Rennfahrer Manfred von Brauchitsch war für das Team beratend tätig. Als Fahrer wurden neben Arthur Rosenhammer, der auch als technischer Leiter des Kollektivs fungierte, Kurt Baum, Kurt Straubel, Sepp Ortschitt und Theo Fitzau verpflichtet. Das Konstrukteursteam entwickelte und baute innerhalb weniger Monate für die Saison 1951 vier Rennwagen auf der Basis des BMW 328, die als DAMW-Rennwagen an den Start gehen sollten. Das erste Fahrzeug ging am 22. April 1951 auf der Halle-Saale-Schleife mit Arthur Rosenhammer am Steuer an den Start und war in der Klasse der Sportwagen bis 2000 cm³ siegreich. Im Sommer 1951 wurde der Leiter des Rennkollektivs, Ernst Ring, von der Staatssicherheit verhaftet, nachdem sich herausgestellt hatte, dass er unter anderem die Staatsführung bezüglich des erfolgreichen Einsatzes von in der DDR erzeugten Bauteilen getäuscht hatte. Tatsächlich hatte er umfangreich Teile aus Westdeutschland eingeführt und verwendet. Es erwies sich, dass Dr. Ring weder einen Doktorgrad innehatte, noch war Ring sein wirklicher Name. Rings Nachfolger als Leiter des Rennkollektivs wurde Arthur Rosenhammer, der als eine der ersten Maßnahmen den Fahrer Sepp Ortschitt ausmusterte.
Bei den nachfolgenden Rennen in beiden deutschen Staaten erregte das Rennkollektiv erstes Aufsehen, einerseits durch seine moderne Ausstattung bis hin zu zwei modernen Transportzügen auf Basis des IFA H3A mit integrierter Werkstatt, Ersatzteillager und Anhängern für den Rennfahrzeugtransport, als auch durch fahrerische Erfolge. Am Ende der Saison 1951 sicherten sich die DAMW-Fahrer Baum und Straubel die DDR-Meisterschaft bei den Sportwagen bis 1500 und 2000 cm³, Rosenhammer wurde Dritter bei den Formel-II-Wagen hinter Paul Greifzu und Ernst Klodwig. Zudem lieferte Edgar Barth, der für den ausgeschiedenen Sepp Ortschitt ins Team kam, vielversprechende Resultate ab.
Nach Ende der Rennsaison 1951 gab es Bestrebungen der Vereinigung Volkseigener Betriebe im Industrieverband Fahrzeugbau (IFA), die Kontrolle über das dem Amt für Material- und Warenprüfung unterstellten Rennkollektiv zu erhalten. Kollektivleiter Rosenhammer wehrte sich gegen diese Ambitionen, da er in der Rennsportwagenentwicklung keine positiven Effekte für den serienmäßigen Gebrauchswagenbau des IFA sah. Nachdem Ingenieur Erich Koch, Chefkonstrukteur für die Motoren, das Rennkollektiv im Streit mit Rosenhammer verließ, beraumte Herbert Otto, der Präsident der Sektion Motorrennsport der DDR, am 7. April 1952 eine Krisensitzung an, in deren Folge Rosenhammer als Leiter des Rennkollektivs abgelöst wurde und fortan dem Kollektiv als Fahrer angehörte. Des Weiteren wurde das Rennkollektiv an das IFA Motorenwerk Johannisthal angegliedert, das vor allem Bootsmotoren produzierte, und offiziell in IFA-Rennkollektiv Johannisthal umbenannt. Des Weiteren wurde auf Geheiß der politisch Verantwortlichen der SED-nahe Jürgen Perduß in den Fahrerkader aufgenommen, obwohl dieser übergewichtig und damit nur bedingt als Rennfahrer geeignet war.
Nach dem Ausscheiden von Chefingenieur Koch stagnierte die Weiterentwicklung der Motoren und Fahrzeuge des Rennkollektivs. Nur knapp gelang es, zwei renntaugliche Fahrzeuge beim AVUS-Rennen am 29. Mai 1952 an den Start zu bringen. Edgar Barth entwickelte sich während der Saison 1952 mit Siegen bei den Rennen in Leipzig, Halle/Saale und auf dem Sachsenring zum wichtigsten Fahrer des Teams. Kurt Straubel konnte seinen DDR-Meistertitel in der Klasse bis 1500 cm³ verteidigen, verursachte allerdings beim Rennen auf der Halle-Saale-Schleife einen tödlichen Unfall, als sein Wagen in eine Zuschauergruppe fuhr und ein Kind starb. Arthur Rosenhammer wurde Meister der 2000-cm³-Klasse und einzig Jürgen Perduß konnte keinen Sieg für sich verbuchen.

## EMW-Rennkollektiv 1953–1955

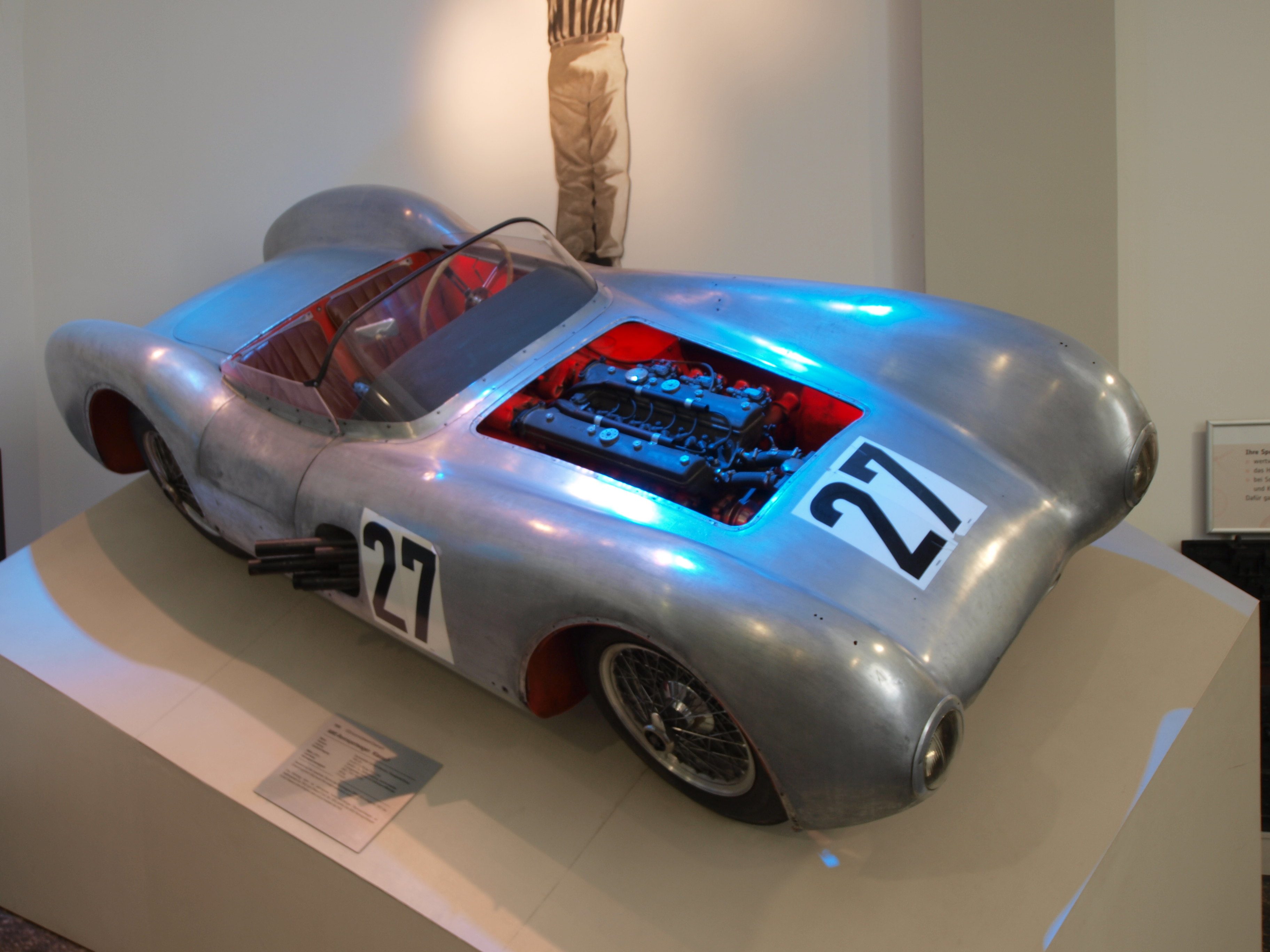
Sportwagen des Rennkollektivs im Verkehrsmuseum Dresden

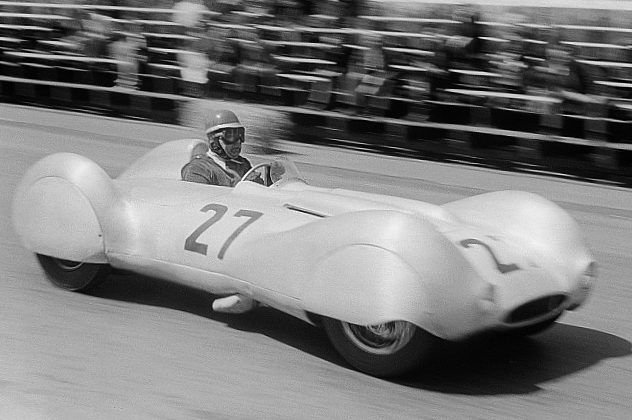
Arthur Rosenhammer in einem EMW Rennsportwagen (1954)

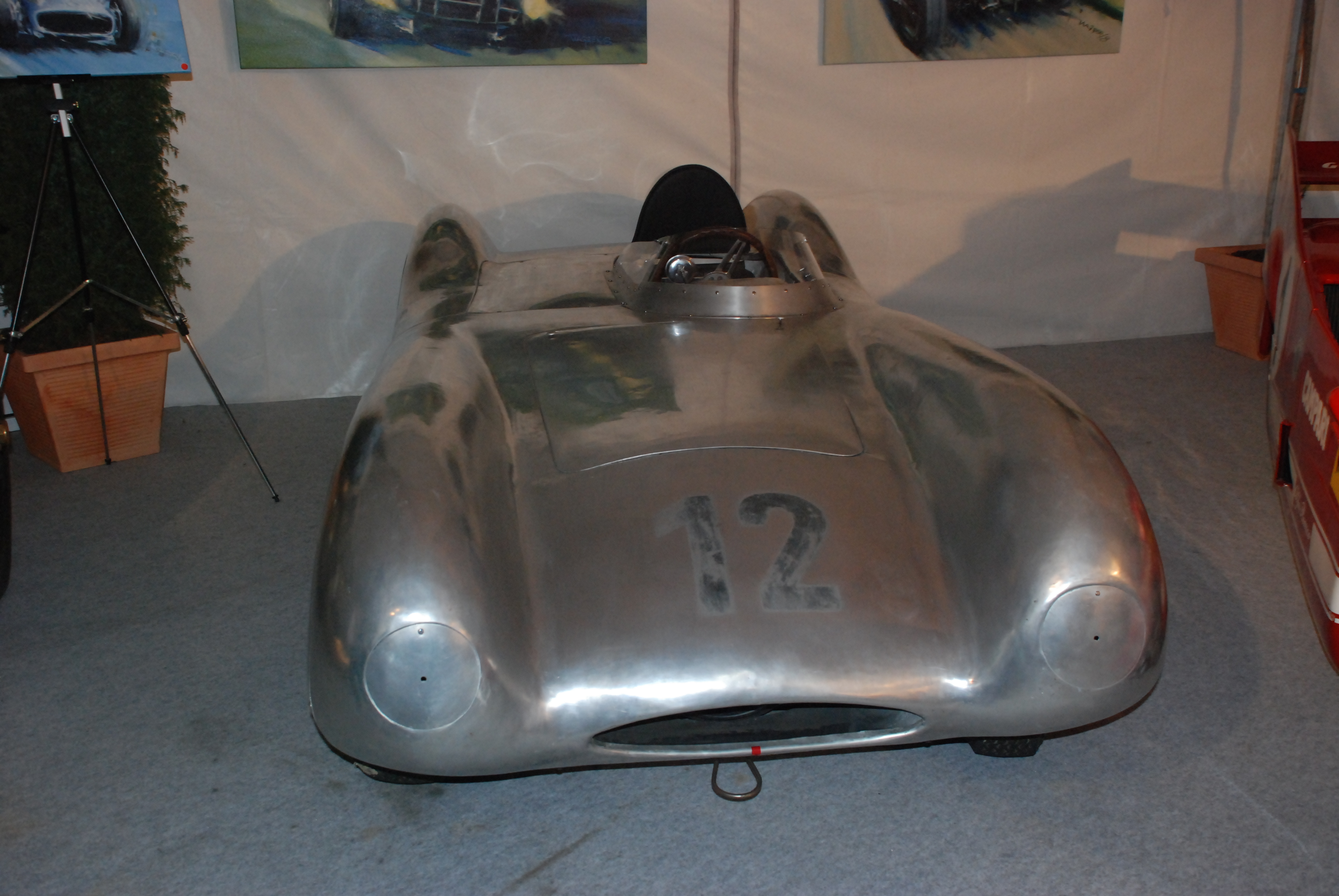
1,5-Liter Rennsportwagen, Bj. 1954

Das Ministerium für Maschinenbau gab am 8. November 1952 die Weisung heraus, das IFA-Rennkollektiv ab der Saison 1953 direkt dem früheren BMW-Werk in Eisenach, das seit dem 5. Juli 1952 als Volkseigener Betrieb Eisenacher Motorenwerk (EMW) firmierte, zu unterstellen. Die Abteilung des EMW erhielt nun die Bezeichnung EMW-Rennkollektiv und wurde in einer früheren Panzerkaserne im Norden des Eisenacher Stadtgebietes untergebracht. Leiter des Kollektivs wurde der Ingenieur Walter Gerstenberg. Neben den Rennfahrzeugen und den beiden H3A-Transportzügen aus Johannisthal wurden auch die Rennfahrzeuge des BMW-Werkes, darunter der BMW 340-S, in den Bestand des Rennkollektives übernommen. Nur wenig Personal wechselte aus Johannisthal mit nach Eisenach, so dass das Kollektiv mit Mitarbeitern des EMW aufgestockt wurde, die schon 1947 bis ’50 bei BMW die Rennsportwagen gebaut hatten. Die Rennfahrer Barth, Rosenhammer und Perduss blieben dem Rennkollektiv erhalten, Kurt Straubel schied aus dem Kollektiv aus. Aus den Reihen der EMW-Belegschaft konnten sich nach Testfahrten Otto Reichhardt, Paul Thiel und Gerhard Gebhardt als Ersatzfahrer empfehlen. Zum Saisonstart 1953 verfügte das Rennkollektiv über die folgenden Fahrzeuge:
- Nr. 1: 1,5-Liter Rennsportwagen, DAMW Bj. 1951
- Nr. 2: Zweiliter Formel II Rennwagen, DAMW Bj. 1951
- Nr. 3: Zweiliter Formel II Rennwagen, DAMW Bj. 1951
- Nr. 4: 1,5-Liter Rennwagen, DAMW Bj. 1951
- BMW-Zweiliter-Formel-II-Rennwagen „Intertyp“, Bj. 1949
- BMW 328 Sportwagen
- BMW Roadster 340-1 Prototyp, Bj. 1949
- BMW Sportwagen 340-S, Bj. 1949

Das neu aufgestellte Kollektiv begann mit den Vorbereitungen auf die Saison 1953 und ertüchtigte die vorhandenen Fahrzeuge für die anstehenden Rennen. Barth trat in der 2-Liter-Klasse an und konnte die DDR-Meisterschaft erringen, Rosenhammer trat mit einem mit einer neuen Stromlinien-Leichtmetall-Karosserie versehenen 1,5-Liter-Rennwagen an und holte souverän den Titel in dieser Rennwagenklasse. Paul Thiel nahm in dem schon fast fünf Jahre alten BMW-Intertyp an den Formel-II-Rennen teil und konnte mit dem vergleichsweise betagten Fahrzeug auf der Halle-Saale-Schleife am 5. Juli 1953 noch einen beachtlichen dritten Platz erzielen. Edgar Barth trat für das EMW-Rennkollektiv zum Großen Preis von Deutschland 1953 auf dem Nürburgring an. Es war das einzige Mal, dass sich ein DDR-Rennstall an einem Rennen zur Automobilweltmeisterschaft beteiligte. Im Rennen der 1,5-Liter-Klasse errang Arthur Rosenhammer den vierten Platz.
Die einzige Neuentwicklung für die Rennsaison 1953 war ein 2-Liter-Formel-II-Monoposto mit einem 135 PS starken Sechszylindermotor. Das Fahrzeug sollte gegen Ende der Saison beim Rennen in Bernau mit Edgar Barth am Steuer erstmals an den Start gehen, jedoch brach bei dem neuen Fahrzeug bereits im Training die De-Dion-Hinterachse. Das Fahrzeug war die letzte 2-Liter-Entwicklung des Kollektivs.
Barth und Rosenhammer traten zum letzten Rennen der Saison in Bernau mit den noch vom DAMW konstruierten 2-Liter-Fahrzeugen an. Rosenhammer gewann mit einer Sekunde Vorsprung vor Barth und Hans Stuck, nachdem er unmittelbar vor dem Ziel Barth zu dessen Verärgerung noch überholt hatte.
Für die Saison 1954 konzentrierte sich das Rennkollektiv auf die 1,5-Liter-Klasse, da die 2-Liter-Rennwagenklasse nach der Saison auslief. Im Laufe des Jahres stieß der in die DDR übergesiedelte Manfred von Brauchitsch beratend zum Rennkollektiv dazu. Bereits bei einer Beratung am 18. April 1953 hatte das Kollektiv beschlossen, die vorhandenen Fahrzeuge, die noch immer auf der inzwischen fast zwanzig Jahre alten Technologie des BMW 328 basierte, durch eine völlige Neukonstruktion zu ersetzen. Zur Saison 1954 sollten dann vier völlig neu entwickelte Rennsportwagen zum Einsatz kommen.

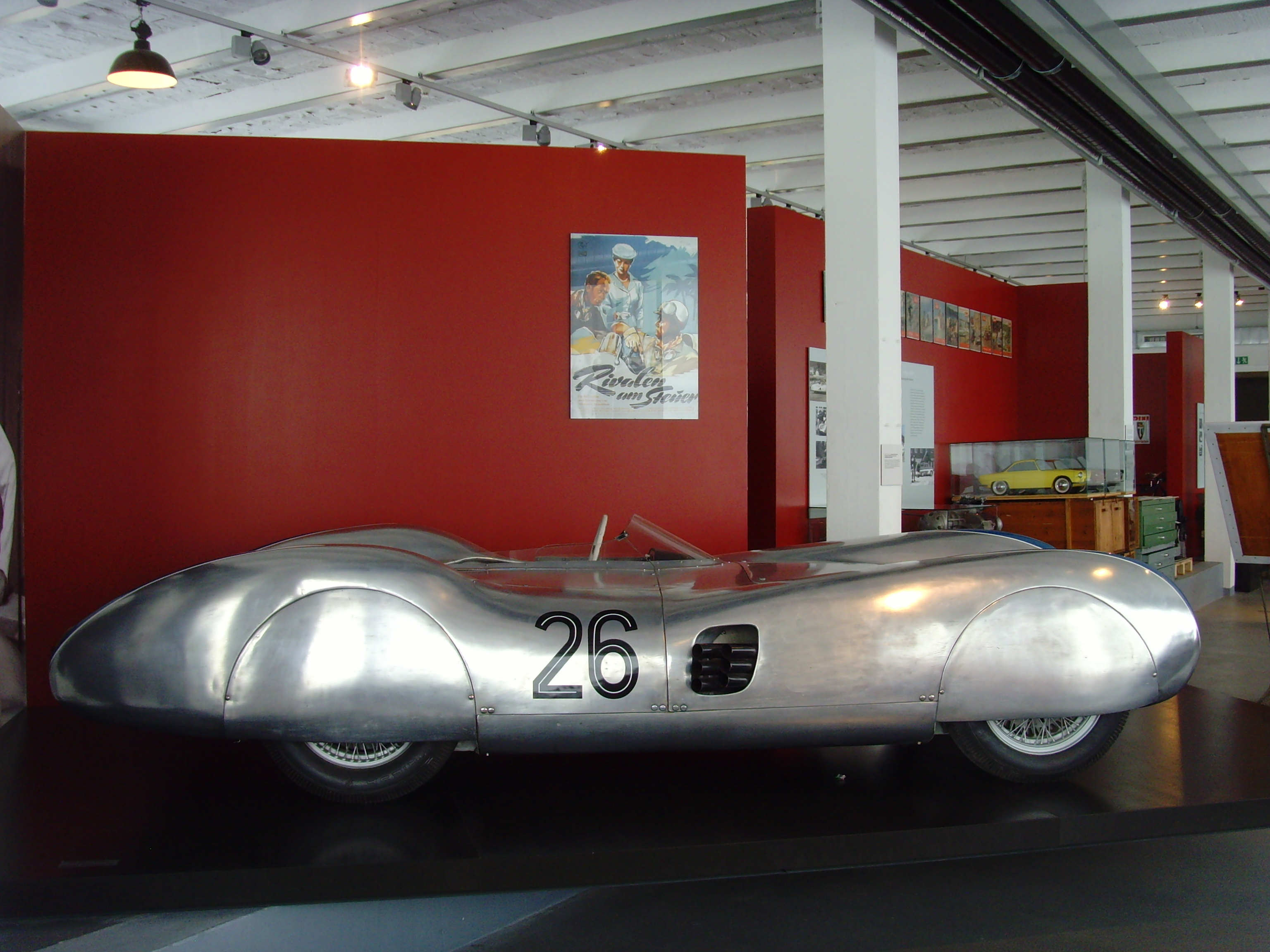
1,5-Liter Rennsportwagen R3/55 im Museum automobile welt eisenach

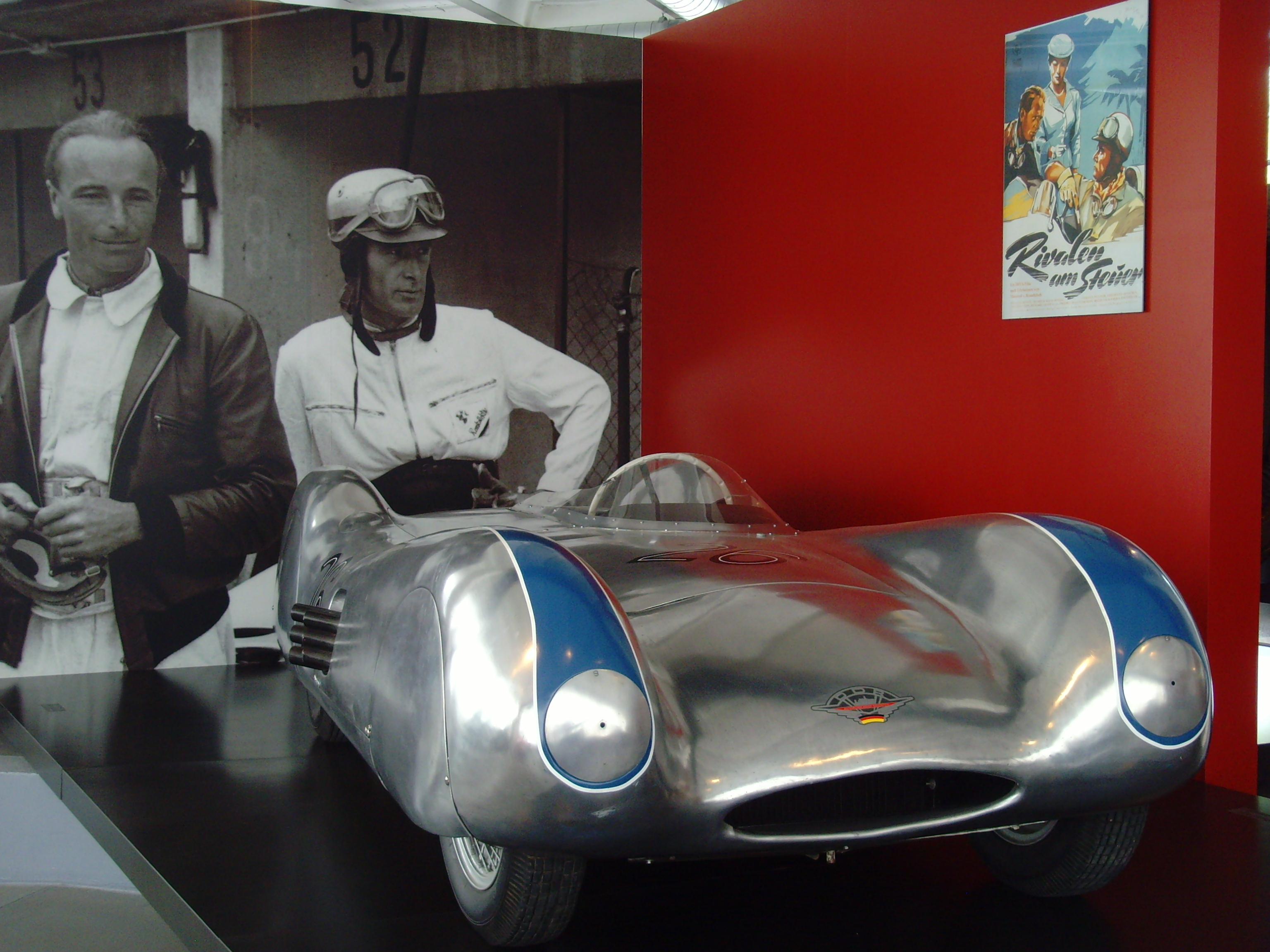
Der in Eisenach ausgestellte Rennsportwagen von vorn. Im Hintergrund eine Abbildung der Fahrer Thiel und Rosenhammer

Da sich deren Fertigstellung verzögerte, startete das Kollektiv zum Saisonauftakt am 16. Mai 1954 in Leipzig mit nur einem neuen Fahrzeug, dessen Nutzung Arthur Rosenhammer als erfahrenstem Fahrer des Kollektivs vorbehalten war. Zum Eifelrennen am 23. Mai auf dem Nürburgring war dann der zweite Wagen einsatzbereit und wurde von Edgar Barth gesteuert.
Nachdem Rosenhammer im ersten Rennen in Leipzig den ersten Platz belegen konnte, schied er auf dem Nürburgring mit einem Kupplungsschaden aus, Barth erreichte Platz zehn. Im August 1954 traten Rosenhammer und Barth noch einmal auf dem Nürburgring an, diesmal zum 1,5-Liter-Sportwagenrennen im Rahmenprogramm zum Großen Preis von Deutschland 1954, bei dem Barth Sechster wurde und Rosenhammer erneut ausfiel, diesmal bereits im Training mit einem Getriebeschaden. Paul Thiel belegte mit dem letztmals verwendeten Vorjahresfahrzeug einen beachtlichen zwölften Platz. Am 19. September auf der AVUS erreichten Barth und Thiel die Plätze vier und sieben, Rosenhammers Fahrzeug fing nach einem Bruch der Benzinleitung Feuer, sodass er aufgeben musste. Auch bei den nachfolgenden Rennen in Dresden und Bernau konnten keine Siege erzielt werden.
Am 3. Dezember 1954 erzielte Arthur Rosenhammer auf der Rennstrecke bei Dessau einen von der FIA anerkannten Geschwindigkeitsweltrekord über 10 Meilen mit einer Durchschnittsgeschwindigkeit von 229,5 km/h.
In der Winterpause 1954/55 wurden vier weitere Fahrzeuge konstruiert, bei denen aufgrund der Erfahrungen der Saison 1954 gezielte Verbesserungen an Fahrwerk, Lenkung, Bremsen und Karosserie vorgenommen wurden, Konzeption und Konstruktion der Vorjahresfahrzeuge aber beibehalten wurde. Auch der 1954 neu entwickelte Motor erhielt eine technische Weiterentwicklung, vor allem eine neue Kurbelwelle. Es gelang, alle vier neuen Fahrzeuge zum Saisonauftakt am 15. Mai 1955 in Dessau fertigzustellen. Neben Barth, Rosenhammer und Thiel wurde Egon Binner als Fahrer unter Vertrag genommen. Barth, Rosenhammer und Thiel gelang ein Dreifachsieg vor Ernst Lautenschlager auf einem Porsche 550.
Edgar Barth und Paul Thiel gelang auch beim Eifelrennen 1955 auf dem Nürburgring ein vielbeachtetes Resultat, als Barth in der Sportwagenklasse bis 1,5 Liter vor seinem Teamkollegen Thiel und Wolfgang Seidel auf einem Porsche 550 gewinnen konnte. Beim Leipziger Stadtparkrennen belegten die EMW-Fahrer die Plätze eins bis vier, Rosenhammer gelang ein dritter Platz auf der AVUS.

## AWE-Kollektiv und Auflösung

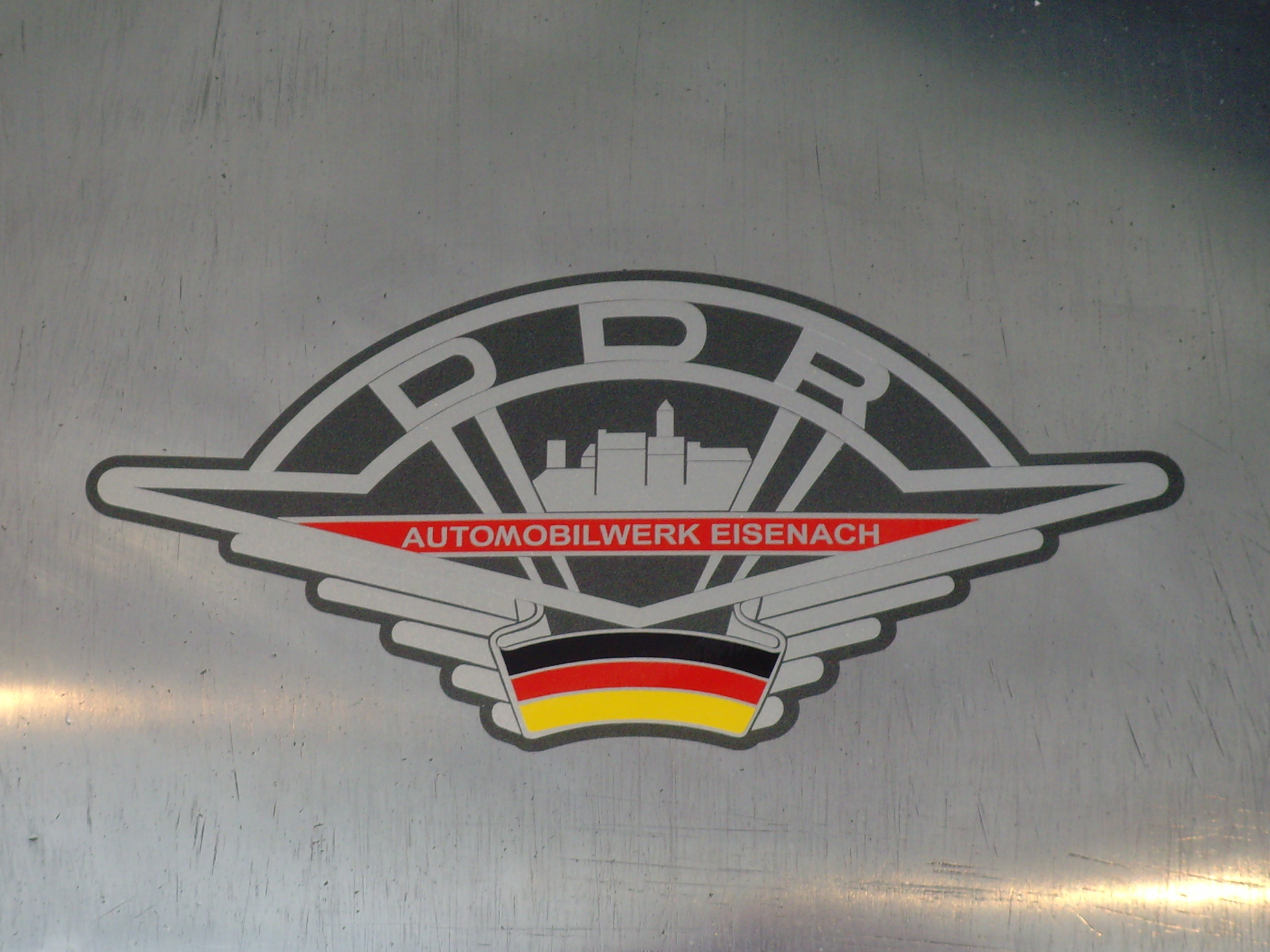
AWE-Logo des Rennstalls in der Saison 1956

Zum Saisonwechsel 1955/56 wurde das Rennkollektiv in AWE-Rennkollektiv umbenannt, nachdem die Eisenacher Motorenwerke bereits seit 1954 als Volkseigener Betrieb Automobilwerk Eisenach firmierten. Am 29. April 1956 nahmen Rosenhammer und Barth auf ihren 1955er AWE-Rennsportwagen am Großen Preis von Paris in der französischen Hauptstadt teil, belegten Platz drei und vier. Nach dem Rennen in Frankreich wurden die Fahrzeuge zum Saisonauftakt in den beiden deutschen Staaten technisch nochmals überholt, erhielten unter anderem eine Fünfgangschaltung und eine weitere Optimierung der Motoren.
Beim ADAC-1000-km-Rennen am 27. Mai 1956 startete das AWE-Rennkollektiv mit zwei Fahrzeugen. Der Wagen von Paul Thiel und Egon Binner fiel mit Motorschaden aus, Edgar Barth und Arthur Rosenhammer wurden mit einer Runde Rückstand Dritte in der Sportwagenklasse bis 1500 cm³ und Siebte im Gesamtklassement.
Am Rande der Rennsaison 1956 produzierte die DEFA den Spielfilm Rivalen am Steuer, der das EMW-Rennkollektiv und seine Erfolge thematisiert und Anfang 1957 in die Kinos der DDR kam. Der Film handelt von einem fiktiven Rennfahrer, der sich gegen eine Karriere in Westdeutschland für eine Mitarbeit im EMW-Rennkollektiv entscheidet. Die Fahrer des Kollektivs wirkten an dem Film als Fahrer der Rennwagen bzw. Komparsen mit, zahlreiche Fahrzeuge des Rennkollektivs sind im Film zu sehen. Der BMW 340-Sport wurde bei den Dreharbeiten zu Schrott gefahren.
Ein letztes Aufeinandertreffen mit den Rennfahrern von Porsche gab es am 16. September 1956 auf der AVUS, bei denen AWE nach Porsche den dritten und vierten Platz erreichte. Zum letzten Mal startete das Rennkollektiv am 23. September 1956 in Dessau bei einem Rennen, an dem die westdeutsche Konkurrenz nicht teilnahm. Neben den Piloten Barth, Thiel, Rosenhammer und Binner trat Rudi Krause mit dem AWE-2-Liter-Wagen an, der aber wegen eines technischen Defekts im Rennen liegen blieb. Barth siegte vor Rosenhammer und Thiel.
Da innerhalb der DDR die EMW/AWE-Rennfahrer seit 1954 zunehmend konkurrenzlos waren und somit die DDR-Meisterschaft nur noch begrenzt ausgetragen werden konnte, schien den Verantwortlichen ein künftiger Einsatz nur noch auf internationaler Ebene sinnvoll. Und gerade hier hatte AWE mit technischen Ausfällen bei den 1000-Kilometer-Rennen von Paris und Monza 1956 nicht mithalten können. Die Wagen wären technisch zwar ausbaufähig gewesen. Aber das Interesse der Verantwortlichen an den 1,5-Liter-Maschinen sank, da in der Personenkraftwagen-Produktion im Eisenacher Werk mit dem IFA F 9 und seinem 1955/56 eingeführten Nachfolger, dem Wartburg 311, der Schwerpunkt auf 900-cm³-Zweitaktmotoren lag, für den sich aus den Aktivitäten des Rennkollektivs keine technischen Erkenntnisse und Vorteile ergaben. Zudem explodierten im Internationalen Rennsport zunehmend die Kosten.
Kollektivleiter Werner Gerstenberg stellte am 9. Oktober 1956 eine Analyse vor, der nach die seit 1955 laufenden Entwicklungsarbeiten am 8-Zylinder-Boxermotor AWE Typ 125, der Formel-1-tauglich und 256 PS stark sein sollte, abzubrechen waren, weil notwendige Entwicklerkapazitäten nicht zur Verfügung standen. Die Idee eines Einstieges in die Formel 1 wurden damit ad acta gelegt. Des Weiteren wies Gerstenberg in der Analyse darauf hin, dass es eine Möglichkeit sei, sich vom Rennwagensport zu verabschieden und die Kapazitäten des Rennkollektivs für die Serienfahrzeugentwicklung zu nutzen. Die Fertigung von Sportwagen würde einem größeren Interessentenkreis in Form der Betriebssportgemeinschaften und der Gesellschaft für Sport und Technik zur Gute kommen. Abschließend bat Gerstenberg die Verantwortlichen um eine Entscheidung über die künftige Aufgabenstellung des Kollektivs.
AWE-Betriebsdirektor Martin Zimmermann leitete Gerstenbergs Analyse als Anlage einer vertraulichen Vorlage am 28. Dezember 1956 an den Leiter der Hauptverwaltung Automobilbau des Industrieverbandes Fahrzeugbau in Karl-Marx-Stadt weiter, der sie wiederum am 12. März 1957 an den Vorsitzenden des Ministerrates der DDR, Fritz Selbmann, weiterleitete.
Selbmann verfügte am 14. März 1957 die Auflösung des Rennkollektivs zum 15. April 1957. Die freiwerdenden Fachkräfte und Kapazitäten wurden der Entwicklungs- und Versuchsabteilung des AWE zugewiesen, die Wettbewerbsgruppe in eine Sportabteilung umbenannt. Die Sportabteilung sollte sich mit Serienfahrzeugen an nationalen und internationalen Motorsportveranstaltungen beteiligen.
Daraufhin wurde eine bereits am 25. Januar 1957 verfasste Pressemitteilung veröffentlicht, die bekanntgab, dass die bewährten 1,5-Liter-Rennsportwagen in der Saison 1957 nicht mehr zum Einsatz kommen würden. Zur Begründung wurde auf die immensen gebundenen Kapazitäten und den fehlenden Mehrwert der Rennsportaktivitäten für die Serienfertigung sowie die künftige Ausrichtung auf den Rallyerennsport mit Serienfahrzeugen hingewiesen.

„Der Sport mit dem Serienfahrzeug […] wird weitere Hinweise auf die sich ständig steigernde Qualität des Wartburg ergeben und sich wieder unmittelbar, infolge der direkten Beweisführung der Leistungen des Werkes, ökonomisch auswirken.“

## AWE-Rallyesportabteilung nach Auflösung des Rennkollektivs

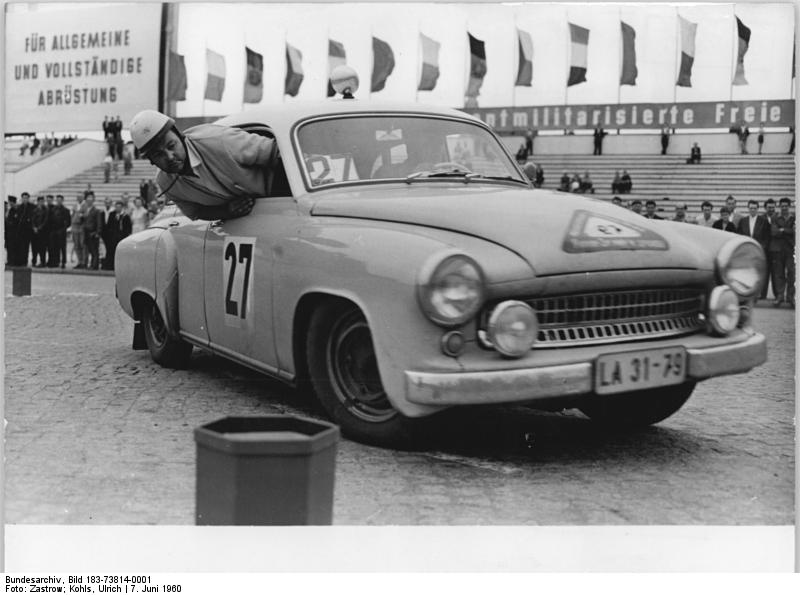
Wartburg 311 in Rallyausführung bei der I. Internationale Automobil-Rallye Moskau–Prag in Berlin (1960)

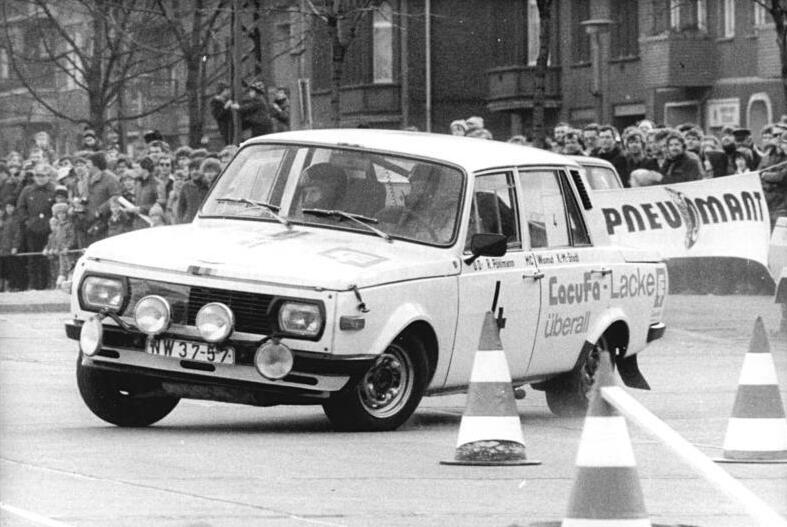
Wartburg 353 WR beim Auftaktrennen zur 23. Pneumant-Rallye im März 1983 in Berlin

Nach Auflösung des Rennkollektivs wechselte Edgar Barth noch im selben Jahr 1957 in die Bundesrepublik zu Porsche. Auch Rosenhammer ging 1959 in die Bundesrepublik.
Die nunmehrige AWE-Rallyesportabteilung knüpfte daran an, dass der IFA F 9 schon seit 1953 europaweit teils erfolgreich bei Straßenrennen angetreten war. Und auch der neue Wartburg 311 hatte 1956 seine erste internationale Rallye-Saison absolviert. Die aus dem Rennkollektiv hervorgegangene AWE-Rallyesportabteilung meldete sich für die Saison 1957 zu 14 Rennen in ganz Europa an. Bei einem Rennen in den Niederlanden konnten die 311er in der 1000er-Klasse Platz zwei und vier belegen, bei der Adria-Rallye in Jugoslawien reichte es zu Platz fünf und sechs. Ein Nebeneffekt der recht erfolgreichen Rennteilnahmen waren erste Wartburg-Bestellungen von westeuropäischen Fahrzeugimporteuren. Genau diesen Werbeeffekt hatten sich die Verantwortlichen von der Neuausrichtung auf den Serienfahrzeug-Rallyesport erhofft.
Zudem war der Rallye-Sport zumindest anfänglich ein gutes Versuchsfeld für technische Neuerungen. So wurde z. B. bei der Rallye „Mitternachtssonne“ in Norwegen 1957 ein neu entwickelter 4-Zylinder 4-Takt Boxermotor im Wartburg erfolgreich getestet, der dann aber doch nicht in die Serienproduktion übernommen wurde.
Auch in den Folgejahren nahmen die Wartburg 311 erfolgreich an internationalen Rennen teil, ein Höhepunkt war die erstmalige Teilnahme an der XXVIII. Rallye Monte Carlo 1959, bei der die Fahrzeuge nicht durch gute Platzierungen, wohl aber durch Robustheit und Zuverlässigkeit zu überzeugen wussten. Zu den erfolgreichsten Fahrern dieser Zeit gehörte Kurt Otto. Nachdem sich die Wartburg 311 noch bis 1965 im Rallyeeinsatz bewährten, hatte der Nachfolger Wartburg 353 von Beginn an Probleme, mit der westeuropäischen Konkurrenz mithalten. Dennoch trat die Rennsportabteilung des AWE unter teilweise schwierigen logistischen Bedingungen mit dem 353 und dem 353W bis Ende der 1980er Jahre zu Veranstaltungen in ganz Europa an. Mit der Auflösung des Automobilwerkes 1991 kam auch das Aus für die Rennsportabteilung.